# Carlingford Lough
Carlingford Lough (irisch: Loch Cairlinn; früher auch Newry Bay) ist der Name des Ästuars des Newry River in die Irische See an der Grenze zwischen dem County Down in Ulster (Nordirland) und County Louth in Leinster (Republik Irland). Größere Orte am Carlingford Lough sind Warrenpoint in Nordirland und Carlingford in Irland. Weitere Orte sind Rostrevor und Greencastle im County Down sowie Omeath und Greenore auf der Cooley-Halbinsel. 
Carlingford Lough ist ein Fjord, der durch einen Gletscher entstand. Die einzigen weiteren Fjorde in Irland sind Lough Swilly und Killary Harbour.
Der Name des Loughs ist der altnordischen Sprache entlehnt: Kerlingfjǫrðr bedeutet: „schmale Meeresbucht der alten Frau (oder Hexe)“. 

## Verkehr
Die Fähre Greenore-Greencastle ist seit 2017 in Betrieb. Zwischen Warrenpoint und Heysham werden Güter verschifft. Greenore hat einen kleinen Tiefwasser-Hafen. Wegen der unterseeischen Felsen ist die Einfahrt in Carlingford Lough nicht ungefährlich. Zum Eingang des Carlingford Lough steht seit 1824 das Haulbowline Lighthouse, der sich auf nordirischem Gebiet inmitten des Wassers befindet.

### Katastrophen
Im November 1916 kam es zur Kollision zwischen dem Fährdampfer SS Connemara und der SS Retriever. Bei der Kollision verloren 94 Menschen ihr Leben.

## Flora und Fauna
Durch die Wattenflächen und die Salzwiesen im Carlingford Lough befindet sich hier ein Rückzugs- und Brutgebiet für die hellbäuchige Ringelgans und Seeschwalben.

## Ramsar-Gebiet
Nach der Ramsar-Konvention wurden Teile des Carlingford Lough als Feuchtgebiet von internationaler Bedeutung ausgewiesen. Das Gebiet umfasst rund 830 Hektar und wurde am 9. März 1998 eingerichtet.